# Arasari kędzierzawy
Arasari kędzierzawy (Pteroglossus beauharnaisii) – gatunek średniej wielkości ptaka z rodziny tukanowatych (Ramphastidae). Występuje w Amazonii, nie jest zagrożony wyginięciem.

## Zasięg występowania
Arasari kędzierzawy występuje w południowo-zachodniej Amazonii na południe od Amazonki – od północnego Peru (na południe od rzeki Marañón) i zachodniej Brazylii (na wschód do ujścia rzeki Madeira i dalej na południe, do górnego biegu rzeki Xingu, pojedyncza obserwacja w południowo-zachodnim stanie Pará) na południe po północną i środkową Boliwię (Pando, Cochabamba) i północne Mato Grosso.

## Taksonomia
Gatunek ten opisał niemiecki przyrodnik Johann Georg Wagler w 1832 roku na łamach „Isis von Oken”. Autor użył nazwy Pteroglossus Beauharnaesii. Jako miejsce typowe Wagler wskazał błędnie Pará w Brazylii; miejsce typowe określił w 1919 roku Charles Barney Cory na północny region Amazonii wschodniego Peru. W 1850 roku Karol Lucjan Bonaparte zaproponował umieszczenie P. beauharnaesii w monotypowym rodzaju Beauharnaisius. Rick Wright w 2015 roku wskazał, że gatunek ten został opisany po raz pierwszy przez Waglera w czasopiśmie „Ausland” w 1831 roku pod nazwą Pteroglossus Beauharnaisii (co zostało przeoczone przez późniejszych autorów) i w takim razie epitet gatunkowy poprawnie powinien brzmieć beauharnaisii, tym bardziej że użyta przez Waglera w 1832 roku i dotąd będąca w użyciu nazwa beauharnaesii jest zwyczajną literówką. Ta korekta nazwy została zaakceptowana przez systematyków.
Dane genetyczne wskazują, że gatunek ten jest blisko spokrewniony z arasari rdzawoszyim (P. bitorquatus).

### Etymologia
Nazwa rodzajowa: gr. πτερον pteron – pióro; γλωσσα glōssa – język. Epitet gatunkowy honoruje Augusta Charles’a Eugène Napoléona de Beauharnaisa (1810–1835), 2. księcia Leuchtenberg, 2. księcia Eichstätt, księcia-małżonka Marii II, królowej Portugalii w latach 1834–1835, kolekcjonera i mecenasa nauki.

## Morfologia
Długość ciała 42–46 cm; masa ciała 164–280 g. Charakterystyczny ptak, ze stosunkowo krótkim dziobem i bardzo długim ogonem. Obie płcie mają skręcone, błyszczące czarne pióra na czubku głowy, które tworzą charakterystyczną kędzierzawą „fryzurę”; grzbiet, barkówki i kuper czerwone, reszta górnych części ciała ciemnozielona. Gardło blade z żółto-białymi piórami z błyszczącymi czarnymi plamkami na końcach, czasami ciągnące się do żółtej piersi, na której występuje czerwony pas, brzuch żółty, pokrywy podogonowe żółte, ale mogą występować czerwone wstawki. Szczęka górna brązowo-pomarańczowa z bordowym paskiem pośrodku, żuchwa w kolorze kości słoniowej, przechodząca w pomarańczową w kierunku czubka. Naga skóra na bokach twarzy niebieska, rubinowa nad i za okiem, często ukryta w piórach; tęczówki koloru czerwonego. Samica ma krótszy dziób niż samiec. Młode ptaki ciemniejsze.

## Ekologia

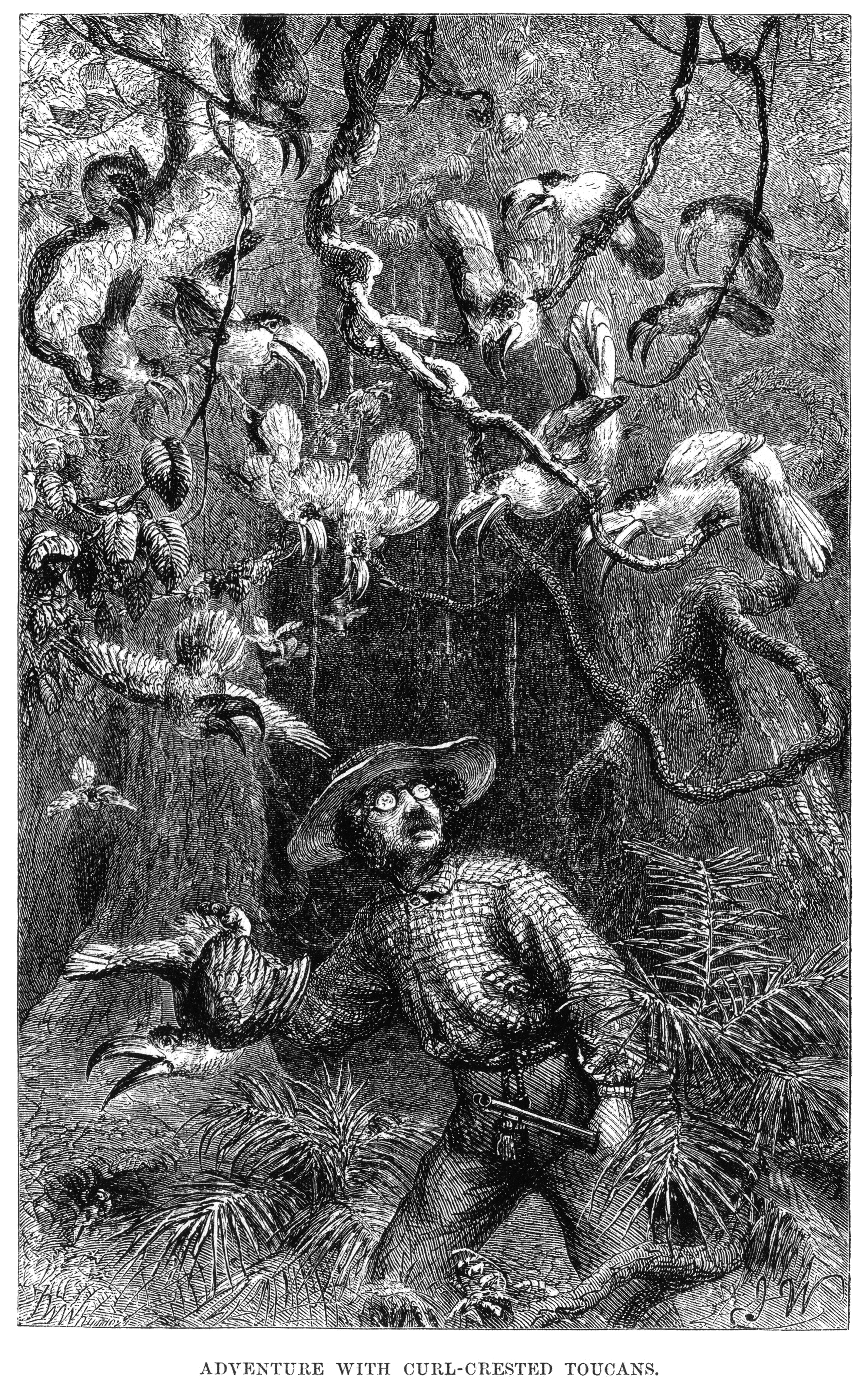
Ilustracja o podpisie „Adventure with Curl-crested Toucans” autorstwa Josiaha Wood Whympera z 1863 roku przedstawiająca polowanie na arasari kędzierzawego

### Głos
Odzywa się bardzo zmiennym, głębokim „rrek”, miękkim „rrr”, twardym, a nawet chrząkającym „grenk”, w seriach, szybciej lub wolniej, niektóre dźwięki akcentowane kłapaniem dziobem; grupa odzywa się miękkim „et-et” przed noclegiem; sporadycznie odzywa się tubowym „eet”. Zmienne odgłosy prawdopodobnie powiązane z indywidualnymi interakcjami w obrębie grupy.

### Siedlisko i pokarm
Arasari kędzierzawy jest najprawdopodobniej gatunkiem osiadłym, migracje odbywają się tylko lokalnie i na krótkie odległości. Ptak ten zamieszkuje nizinne, wilgotne lasy, zarówno suche, jak i bagniste, brzegi lasów i polan, również niższe lesiste wzgórza. Zwykle przebywa poniżej 500 m n.p.m., ale czasami spotykany na 900 m n.p.m., w szczególności w pobliżu Andów.
Skład diety jest słabo poznany, spożywa głównie owoce takie jak figi i wawrzynowate z rodzaju Ocotea. Żywi się również jajami i młodymi ptakami, najprawdopodobniej wtedy, gdy odbywają się lęgi i potrzebuje białka dla piskląt. Pokarm zdobywa niemal całkowicie przebywając w grupach liczących od 3 do 12 ptaków, głównie w baldachimie lasu, czasami również w krzewach, które porastają polany. Obserwowano również energicznie ataki i niszczenie gniazd kacyków żółtosternych (Cacicus cela). W niewoli podobno nie są tak agresywne i drapieżne jak inne gatunki z rodzaju Pteroglossus.

### Lęgi
Obserwacje i dane ze schwytanych ptaków wskazują, że sezon rozrodczy przypada na okres od maja do sierpnia, okazjonalnie do listopada, a nawet lutego. Kopulację odnotowano w czerwcu, zarówno w Mato Grosso, jak i w Pará. Prawdopodobnie gniazduje w grupach. Gody obejmują głębokie skłony i nawoływanie, z gonitwą wśród drzew. Brak informacji na temat wielkości lęgu, czasu inkubacji czy wychowu młodych.

## Status i ochrona
W Czerwonej księdze gatunków zagrożonych Międzynarodowej Unii Ochrony Przyrody został zaliczony do kategorii LC (ang. Least Concern – najmniejszej troski). Globalna wielkość populacji nie została ilościowo oszacowana, ale gatunek ten jest opisany jako „rzadki”. Zasadniczo gęstość występowania w lesie ocenia się na około 1 ptaka na 10–12 ha lub 8 ptaków na 100 ha. Potrzeba więcej danych na temat biologii tego gatunku, która jest niezbędna w przypadku podjęcia działań ochronnych; obserwacje interakcji tego ptaka z arasari czarnoszyim (P. aracari) i arasari brązowouchym (P. castanotis) mogą dostarczyć użytecznych informacji. Zagrożeniem dla arasari kędzierzawego jest łowiectwo ze strony ludzi: gdy jeden z członków stada zostaje schwytany przez myśliwego lub drapieżnika, reszta grupy nie ucieka, wszystkie ptaki pozostają w pobliżu, nawołując głośno. Podejrzewa się, że ptak ten straci 16,3–20,6% odpowiednich siedlisk w miejscu jego występowania w ciągu trzech pokoleń (21 lat) na podstawie modelu wylesiania Amazonii i jego populacja spadnie o 25% lub więcej w ciągu trzech pokoleń.